# Haus Müller

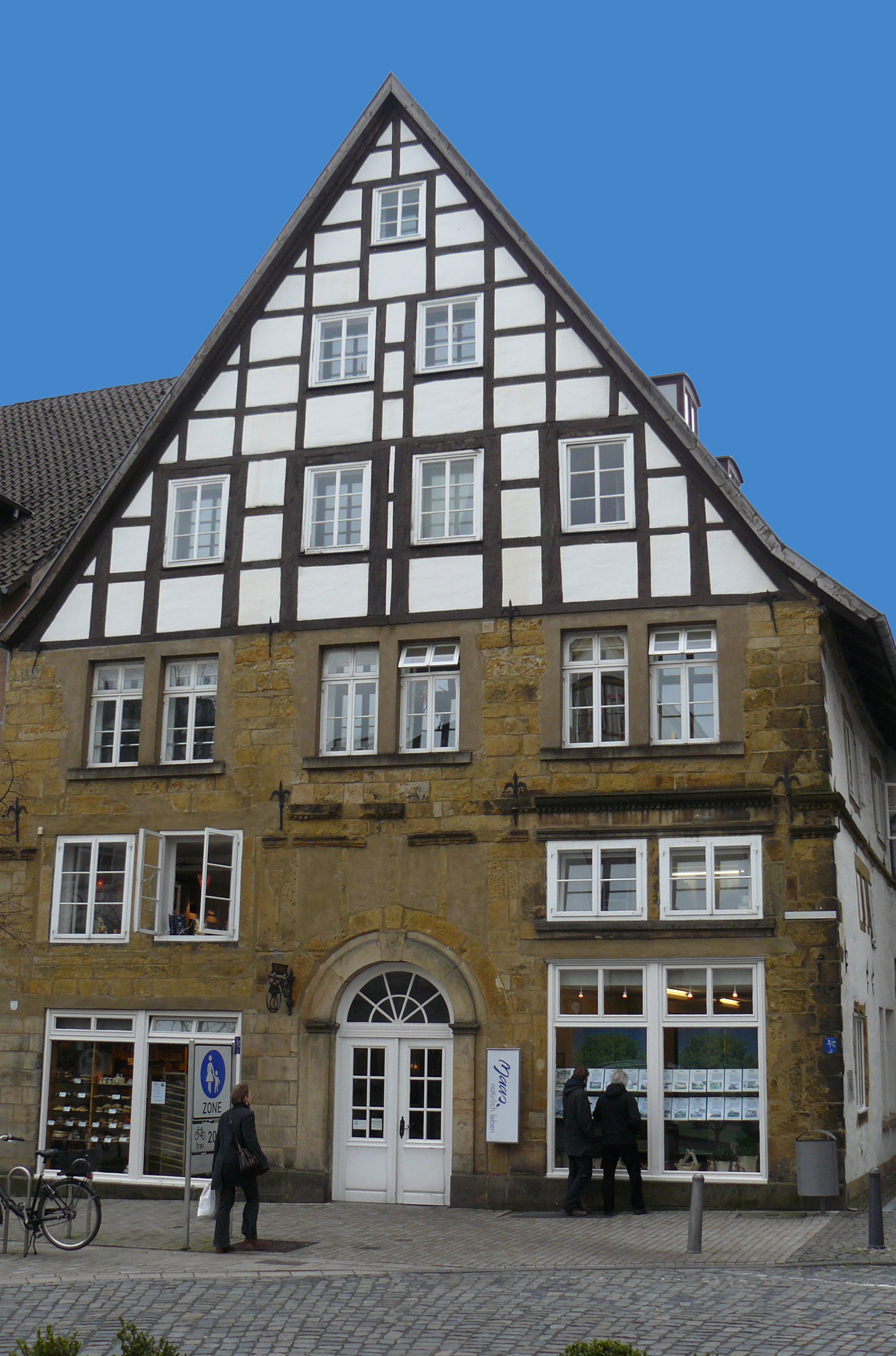
Das Haus Müller in Bielefeld

Das Haus Müller in Bielefeld im Stadtbezirk Mitte ist ein spätgotisches Dielenhaus aus dem Jahr 1485/86. Es trägt die Hausnummer Obernstraße 51 und gilt als das älteste noch bestehende Bürgerhaus der Stadt. Bekannt wurde es durch August Oetker, der hier mit Backpulver experimentierte.

## Lage
Das Haus befindet sich am Ende der Obernstraße, unweit des einstigen Oberntores. An seiner Westseite führt ein schmaler Durchgang zur Welle, der bis zum Beginn des 20. Jahrhunderts die einzige Verbindung zu diesem Straßenzug darstellte. Erst nach dem Abbruch einiger Gebäude ist die Welle von der Straße Am Waldhof aus erreichbar.

## Geschichte und Eigentumsverhältnisse
Wer das Haus errichten ließ, ist nicht bekannt. 1670 lebte in dem Haus der Kornhändler Otto Bernd Kottenkamp, der auch Ratsmitglied war, um 1800 ein Glaser. In der Mitte des 19. Jahrhunderts bewohnte der Garnhändler Friedrich Kramer das Anwesen. Von 1870 an gehörte das Gebäude der Bäckerfamilie Müller, die es 1991 verkaufte. In jener Bäckerei experimentierte der Apotheker August Oetker gegen Ende des 19. Jahrhunderts, um die passende Dosierung seines Backpulvers herauszufinden, was ihm schließlich gelang und den Grundstein für sein späteres Unternehmen legte. Mit dem Kauf 1991 übernahm eine Immobilienunternehmung das Gebäude und restaurierte es. Seitdem wird es für Wohn- und Geschäftszwecke genutzt. Beim Brand des Nachbarhauses im Jahr 2011 drang Löschwasser in das Gebäude ein, da die Feuerwehr das Haus kühlen musste.

## Baugeschichte
Aufgrund einer an der Straßenfront angebrachten Inschrift nahm man lange Zeit an, das Haus wäre 1592 erbaut worden. Eine Bauuntersuchung, die während der von 1991 bis 1993 erfolgten Sanierung des Gebäudes durchgeführt wurde, ergab allerdings, das es knapp 100 Jahre älter ist. So konnte der Dachstuhl mit Hilfe der Dendrochronologie auf das Jahr 1485 datiert werden. Es stellte sich heraus, dass nicht nur der gesamte Dachstuhl, sondern auch die Außenwände aus Bruchstein, Teile der aus Werkstein bestehenden Fassade und die Hauptbalkenlage noch aus der Erbauungszeit stammten. Die Keller unter dem Saal und dem westlichen Stubeneinbau sind sogar vermutlich noch älter und dürften von einem Vorgängerbau übernommen worden sein.
Die Jahreszahl 1592 bezieht sich auf einen durchgreifenden Umbau, bei der u. a. die Straßenfassade erneuert und mit einem reich beschnitzten Fachwerkgiebel versehen wurde. Eine solche Mischbauweise aus Fachwerk und Stein war seinerzeit weit verbreitet und ist heute u. a. noch an vielen Häusern in Lemgo zu finden. Damals wurde östlich vom Eingang eine Auslucht angebaut, die jedoch zu unbekannter Zeit wieder entfernt worden ist. Während die Nachbarhäuser im Zweiten Weltkrieg stark in Mitleidenschaft gezogen, bzw. sogar völlig zerstört wurden, kam das Haus Müller mit nur geringen Schäden davon. Grund dafür soll das auf dem Dachboden gelagerte Mehl der Bäckerei gewesen sein, in dem die Brandbomben verpufften.

## Baubeschreibung

### Außenbau
Beim Haus Müller handelt es sich um einen zweigeschossigen Massivbau mit Fachwerkgiebel und steilem Satteldach, das mit roten Hohlpfannen gedeckt ist. Es besteht aus einem hohen Dielengeschoss und einem deutlich niedrigeren Speichergeschoss, das später zu Wohnzwecken umgebaut wurde. Beide Geschosse waren einst durch ein breites Gesims voneinander geschieden, das heute allerdings nur noch bruchstückhaft überliefert ist. Innerhalb des Gesimses befinden sich vier schmiedeeiserne Maueranker, die zur Stabilisierung des Baukörpers dienen. Durch den Einbau der beiden zweigeschossig angelegten Stubeneinbauten beiderseits des Einganges erscheint das Haus von der Straße aus dreigeschossig. Der Eingang wird von einem schlichten Sandsteinrahmen mit segmentbogigem Abschluss eingefasst. Er ersetzt ein erheblich größeres Einfahrtstor, dessen Gewände noch zum Teil erhalten sind. Während die Außenwände komplett in Bruchstein errichtet wurden, besteht die Fassade aus sorgfältig behauenen Sandsteinquadern.

### Inneres
Im Inneren, lässt sich die ursprüngliche Raumaufteilung noch weitgehend nachvollziehen. Westlich des Eingangs befindet sich ein zweigeschossiger, unterkellerter Stubeneinbau, der noch aus der Erbauungszeit des Hauses stammen dürfte, aber später erneuert worden ist. Darauf deutet die Inschrift von 1593 hin. Ein weiterer Stubeneinbau ist östlich des Einganges zu finden, der erst im 16. Jahrhundert entstand und im 18. Jahrhundert verlängert wurde. Die zweigeschossige Diele, die einst mit einem großen Kamin ausgestattet war, ist heute nur noch zum Teil erhalten. Sie war einst der größte und wichtigste Raum des Hauses, in dem gekocht und gearbeitet wurde. Der rückwärtige Teil des Hauses wird von einem unterkellerten Saal eingenommen. Solche Säle gehörten zum festen Bestandteil der größeren Bürgerhäuser des Mittelalters und der Frühen Neuzeit im nordwestdeutschen Raum und dienten nicht nur als Wohn- und Schlafraum für den Hausherrn und seiner Ehefrau, sondern auch repräsentativen Anlässen.

## Trivia
- Der heutige Sitz der Dr. Oetker GmbH und der entsprechenden Holding befinden sich heute 600 m vom Haus Müller entfernt.
- Eine Gedenktafel an der Westseite des Hauses erinnert an die Geschichte.